# Ramsö, Kyrkslätt
Ramsö är en ö i Finland. Den ligger i Finska viken och i kommunen Kyrkslätt i den ekonomiska regionen  Helsingfors i landskapet Nyland, i den södra delen av landet. Ön ligger omkring 38 kilometer sydväst om Helsingfors.
Öns area är 50,8 hektar och dess största längd är 1,4 kilometer i nord-sydlig riktning.